# 扁頭歐雅魚
扁頭歐雅魚（學名：Squalius platyceps）為輻鰭魚綱鯉形目雅羅魚科的其中一種，分布於歐洲阿爾巴尼亞、蒙特內哥羅和北馬其頓的德林河流域，體長可達47.2公分，生活習性不明。